# Trachystoma petardi
Trachystoma petardi is een straalvinnige vissensoort uit de familie van de harders (Mugilidae). De wetenschappelijke naam van de soort is voor het eerst geldig gepubliceerd in 1875 door Castelnau.